# Julieta de Jesus Panau
Julieta de Jesus Panau (* 8. Mai 1961 in Caileleti, Samaliu, Loi-Huno, Portugiesisch-Timor) ist eine ehemalige osttimoresische Unabhängigkeitsaktivistin.
Jesus Panau war in der indonesischen Besatzungszeit eine Unterstützerin des Widerstands. Im Juni 1991 versteckte sie für zwei Wochen Mau Hodu, einen der führenden Männer der Forças Armadas de Libertação Nacional de Timor-Leste (FALINTIL) in ihrem Haus in der Aldeia Siralari (Suco Caraubalo). 2016 wurde sie für ihre Verdienste mit der Medal des Ordem de Timor-Leste ausgezeichnet.